# Au-delà de la planète silencieuse
Au-delà de la planète silencieuse (titre original : Out of the Silent Planet) est un roman de C. S. Lewis publié en 1938. Il s'agit du premier tome de la Trilogie cosmique. En France, il est paru pour la première fois en 1952 sous le titre Le Silence de la Terre jusqu'en 1997.

## Résumé
Ransom, respectable professeur de philologie de Cambridge, consacre ses vacances à parcourir la campagne anglaise. Il est enlevé par deux scientifiques sans scrupules, et emmené sur la planète  Malacandra pour y être livré à des créatures inconnues. Il échappe à ses ravisseurs, et entreprend un périple qui l’amène à rencontrer différents peuples, et à reconsidérer ses propres préjugés.

## Éditions françaises
- 1952 : Le Silence de la Terre ; Traduction de Marguerite Faguer, collection : Le Rayon fantastique, Paris : Gallimard, 254 p[1].
- 2008 : Au-delà de la planète silencieuse ; Traduction de Maurice Le Péchoux, Collection : Folio. Science-fiction no 301 ; Gallimard, 265 p[2].  (ISBN 978-2-07-034612-7)